# Olympische Winterspelen 1940
De organisatie van de Olympische Winterspelen van 1940 werd in eerste instantie toegekend aan Sapporo in Japan. In juli 1938 gaven de Japanners echter aan dat zij niet in staat zouden zijn om de Spelen te organiseren vanwege de oorlog die Japan uitvocht met China.
Sankt Moritz in Zwitserland werd gekozen als alternatieve locatie voor de Spelen van 1940. De onenigheid die al ontstaan was op de vorige Spelen in 1936 over de deelname van skileraren bleef voortduren. Het IOC merkte deze skiërs aan als professionals en deze mochten derhalve niet deelnemen aan de Spelen, dit zeer tegen de zin van onder andere het beoogde gastland, Zwitserland.
In juli 1939 stelde ook Garmisch-Partenkirchen zich kandidaat voor de organisatie. Alle accommodaties waren nog aanwezig vanwege de vorige Spelen die eveneens daar waren gehouden. Het uitbreken van de Tweede Wereldoorlog leidde er uiteindelijk echter toe dat de Winterspelen van 1940 in hun geheel geen doorgang vonden.